# 中村賢一郎
中村 賢一郎（なかむら けんいちろう、1932年5月28日 - 1988年8月2日）は、日本の経済学者。
新潟県出身。明治大学政経学部卒、1958年同大学院政治経済学部修了、1975年「現代経済学の系譜」で経済学博士。明治大学助教授、教授。56歳で死去した。関未代策に師事した。

## 著書
- 『経済学の発展』税務経理協会 1966
- 『現代経済学の系譜』税務経理協会 1967
- 『経済の理論と現実 市場構造と物価』ミネルヴァ書房 1971
- 『経済学史 諸学説の系譜学的研究』学文社 1975
- 『経済学説研究』学文社 1986

### 共編
- 『答練経済原論』佐藤武男共編集 学陽書房 答練シリーズ　1980

### 翻訳
- M.ヴァン・ミラーグ『経済理論入門 経済学説の批判的研究』学陽書房 1982
- アラン・コーディントン『ケインズ派経済学の探究 パラダイムを求めて』学文社 1985

## 論文
- <中村賢一郎